# 覆瓦牡蛎
，是莺蛤目砗磲牡蛎科Pretostrea属的一种。主要分布于中国大陆、台湾，常栖息在浅海珊瑚礁、岩石底。